# 의성 장춘리 비로자나석불좌상
의성 장춘리 비로자나석불좌상(義城 長春里 毘盧舍那石佛坐像)은 대한민국 경상북도 의성군에 있는 석불이다. 1995년 6월 19일 경상북도의 문화재자료 제304호로 지정되었다.

## 참고 자료
- 의성장춘리비로자나석불좌상 - 국가유산청 국가유산포털